# Avenida New Lots (línea New Lots)
La Avenida New Lots es la terminal oriental de la línea New Lots del metro de la ciudad de Nueva York. Con dos vías y una plataforma central, la terminal funciona para viajes en horas pico con los servicios de las líneas 2 y 5, la línea 3 solo funciona en las noches, y la línea 4 durante la medianoche (al igual que algunos trenes de horas pico). Al sur del ferrocarril las vías se curvan hacia Livonia Yard .

## Conexiones de buses
- B6
- B15 hacia el Aeropuerto JFK